# Energiewirtschaft Uruguays
Der Artikel Energiewirtschaft Uruguays beschreibt die Lage der Energiegewinnung, des Energiehandels und des Energieverbrauchs in Uruguay.

## Energiepolitik
Das für Energiepolitik zuständige Ministerium ist das Ministerio de Industria, Energía y Minería (deutsch Ministerium für Industrie, Energie und Bergbau).
Die Energiewende startete in Uruguay bereits vor Jahrzehnten. Der Anteil der erneuerbaren Energien an der Stromerzeugung liegt bei 98 Prozent.

## Erdöl und Erdgas
70 % des von Uruguay benötigten Erdöls muss importiert werden. Mit Erdöl und -produkten werden 38 % des Primärenergiebedarfs gedeckt; mit Erdgas 1 % (Stand 2018).
Die Erdgasleitung Gasoducto Cruz del Sur verbindet Buenos Aires mit dem Großraum Montevideo. Eine kleinere, 20 Kilometer lange Erdgasleitung beginnt in der argentinischen Provinz Entre Ríos und versorgt die Industrie (unter anderem ein Zementwerk) und die Bevölkerung von Paysandú mit Erdgas.

## Strom

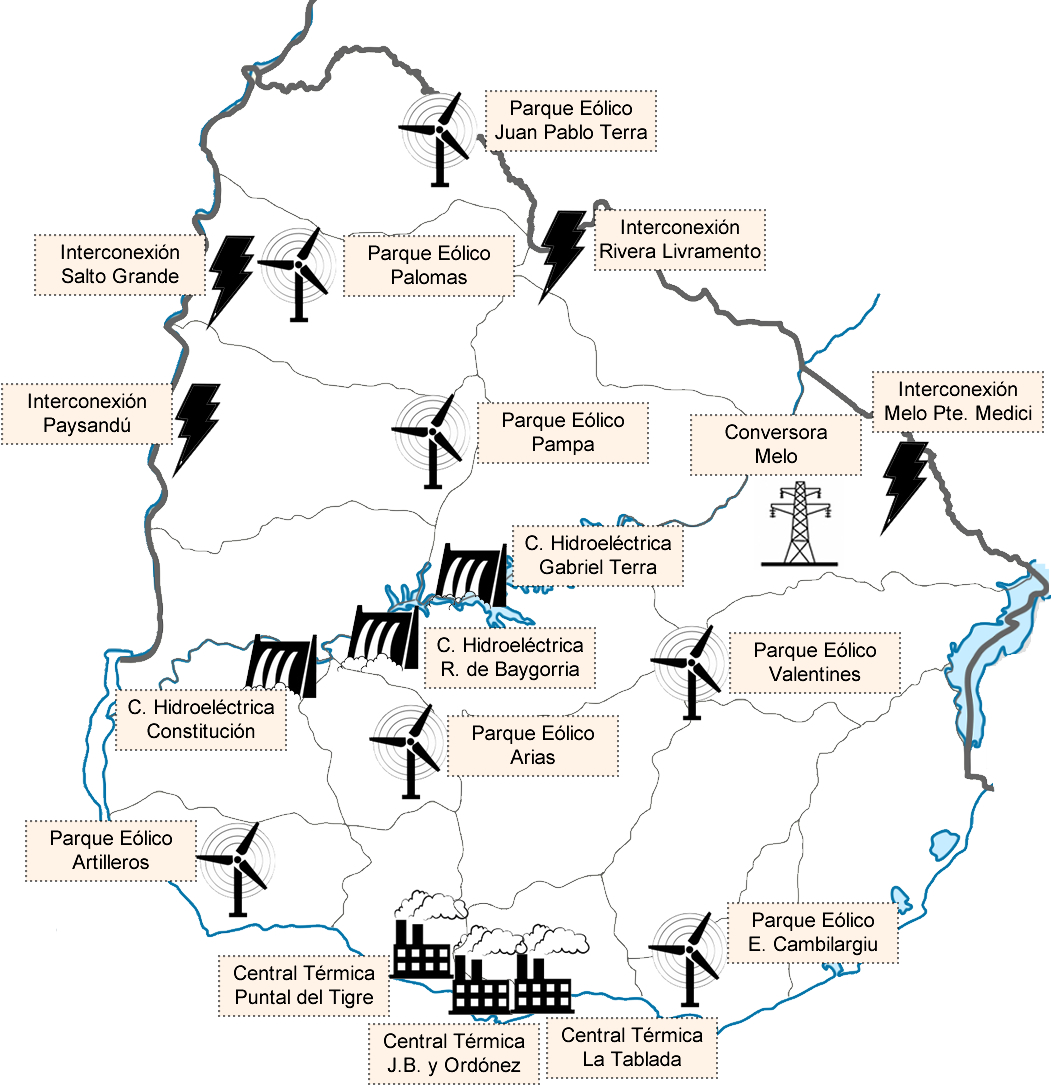
Übersicht Kraftwerke

Der Elektroenergieverbrauch Uruguays betrug 14.627 GWh im Jahr 2018. Davon wurde 45 % in Wasserkraftwerk erzeugt, 32 % in Windkraftanlagen und 17 % in Biomasse-Wärmekraftwerken. Fossile Brennstoffe und Solarenergie spielen bei der Stromerzeugung eine untergeordnete Rolle; Atomkraft keine. Durch die Trockenheit im Jahr 2020 fiel Wasserkraft erstmals in der Geschichte auf Platz 2 hinter Windkraft bei der Stromerzeugung.
Wasserkraft ist in Uruguay die traditionelle Art der Stromerzeugung. 1945 wurde in Rincón del Bonete das erste von vier großen Wasserkraftwerken errichtet. Planer des Kraftwerks war Adolf Ludin.
In Melo befindet sich ein Umrichter, der notwendig ist, um das uruguayische Stromnetz (50 Hz) mit dem brasilianischen (60 Hz) zu verbinden.

## Unternehmen
In der Energiewirtschaft sind unter anderem folgende Unternehmen aktiv:
- ANCAP
- UTE

## Sonstiges
Bereits zwei Jahre nachdem Edison auf der Internationalen Elektrizitätsausstellung 1881 seine neu Glühlampe präsentierte, wurde 1883 in Liebig’s Extract of Meat Company in Fray Bentos zum ersten Mal in Uruguay eine elektrische Lampe angeschaltet.